# Velzic
Velzic település Franciaországban, Cantal megyében. Lakosainak száma 402 fő (2022. január 1.). Velzic Laroquevieille, Lascelle, Marmanhac, Polminhac, Saint-Simon és Vic-sur-Cère községekkel határos.

## Népesség
A település népessége az elmúlt években az alábbi módon változott:
| Lakosok száma | 326  | 359  | 364  | 397  | 406  | 422  | 430  | 413  | 404  | 402  |
|               | 1968 | 1982 | 1990 | 2006 | 2013 | 2015 | 2017 | 2019 | 2020 | 2022 |